# Liste des députés de la Ve législature de la Cinquième République

Cet article donne la liste par ordre alphabétique des députés français de la Ve législature (1973-1978), proclamés élus les 4 et 11 mars 1973. Les modifications apportées en cours de législature sont indiquées en notes. Pour chaque député, la liste précise le département de leur circonscription d'élection ainsi que le groupe dont ils font partie (les députés seulement apparentés à un groupe politique sont indiqués par un « a. » précédant le groupe).
- Haut – A
- B
- C
- D
- E
- F
- G
- H
- I
- J
- K
- L
- M
- N
- O
- P
- Q
- R
- S
- T
- U
- V
- W
- X
- Y
- Z

## A
| Nom                 |  | Groupe | Circonscription     |
| ------------------- |  | ------ | ------------------- |
| François Abadie     |  | PSRG   | Hautes-Pyrénées     |
| Pierre Abelin       |  | RDS    | Vienne              |
| Aymar Achille-Fould |  | UC     | Gironde             |
| Michel d'Aillières  |  | RI     | Sarthe              |
| Paul Alduy          |  | PSRG   | Pyrénées-Orientales |
| Nicolas Alfonsi     |  | PSRG   | Corse               |
| Yves Allainmat      |  | PSRG   | Morbihan            |
| Michel Alloncle     |  | UDR    | Charente            |
| Maurice Andrieu     |  | PSRG   | Haute-Garonne       |
| Maurice Andrieux    |  | PCF    | Pas-de-Calais       |
| Gustave Ansart      |  | PCF    | Nord                |
| Vincent Ansquer     |  | UDR    | Vendée              |
| Jean Antagnac       |  | PSRG   | Aude                |
| Marcel Anthonioz    |  | RI     | Ain                 |
| Pierre Arraut       |  | PCF    | Hérault             |
| Emmanuel Aubert     |  | UDR    | Alpes-Maritimes     |
| André Audinot       |  | UC     | Somme               |
| Robert Aumont       |  | PSRG   | Aisne               |

## B
| Nom                    |  | Groupe      | Circonscription    |
| ---------------------- |  | ----------- | ------------------ |
| Louis Baillot          |  | PCF         | Paris              |
| Robert Ballanger       |  | PCF         | Seine-Saint-Denis  |
| Paul Balmigère         |  | PCF         | Hérault            |
| Younoussa Bamana       |  | Non Inscrit | Mayotte            |
| Paul Barberot          |  | UC          | Ain                |
| Raymond Barbet         |  | PCF         | Hauts-de-Seine     |
| Jean Bardol            |  | PCF         | Pas-de-Calais      |
| Virgile Barel          |  | PCF         | Alpes-Maritimes    |
| Jacques Barrot         |  | UC          | Haute-Loire        |
| Jean-Jacques Barthe    |  | PCF         | Pas-de-Calais      |
| Pierre Bas             |  | UDR         | Paris              |
| Jean Bastide           |  | PSRG        | Gard               |
| Pierre Baudis          |  | a. RI       | Haute-Garonne      |
| Henri Baudouin         |  | a. RI       | Manche             |
| Jacques Baumel         |  | UDR         | Hauts-de-Seine     |
| Henri Bayard           |  | UC          | Loire              |
| Raoul Bayou            |  | PSRG        | Hérault            |
| André Beauguitte       |  | RI          | Meuse              |
| Marc Bécam             |  | a.UDR       | Finistère          |
| Guy Beck               |  | PSRG        | Creuse             |
| Jean Bégault           |  | RDS         | Maine-et-Loire     |
| François Bénard        |  | UC          | Oise               |
| Mario Bénard           |  | UDR         | Var                |
| Michel de Bennetot     |  | UDR         | Finistère          |
| Daniel Benoist         |  | PSRG        | Nièvre             |
| Pierre de Benouville   |  | a.UDR       | Paris              |
| Jacques Bérard         |  | UDR         | Vaucluse           |
| Marcel Béraud          |  | UDR         | Pas-de-Calais      |
| Henry Berger           |  | UDR         | Côte-d'Or          |
| Jean Bernard           |  | PSRG        | Meuse)             |
| Pierre Bernard-Reymond |  | UC          | Hautes-Alpes       |
| Marcelin Berthelot     |  | PCF         | Seine-Saint-Denis  |
| Fernand Berthouin      |  | PSRG        | Indre-et-Loire     |
| Louis Besson           |  | a. PSRG     | Savoie             |
| André Bettencourt      |  | RI          | Seine-Maritime     |
| Jean-Jacques Beucler   |  | UC          | Haute-Saône        |
| Pierre Beylot          |  | UDR         | Dordogne           |
| Jean Bichat            |  | RI          | Meurthe-et-Moselle |
| Albert Bignon          |  | UDR         | Charente-Maritime  |
| Charles Bignon         |  | UDR         | Somme              |
| Pierre Billecocq       |  | UDR         | Nord               |
| Pierre Billotte        |  | UDR         | Val-de-Marne       |
| André Billoux          |  | PSRG        | Tarn               |
| François Billoux       |  | PCF         | Bouches-du-Rhône   |
| Robert Bisson          |  | UDR         | Calvados           |
| Émile Bizet            |  | a. UDR      | Manche             |
| Jacques Blanc          |  | RI          | Lozère             |
| Maurice Blanc          |  | PSRG        | Savoie             |
| Henri Blary            |  | UDR         | Nord               |
| Jean Boinvilliers      |  | UDR         | Cher               |
| Raymond Boisdé         |  | RI          | Cher               |
| Georges Bolard         |  | UDR         | Doubs              |
| Alexandre Bolo         |  | UDR         | Loire-Atlantique   |
| Jean Bonhomme          |  | a. UDR      | Tarn-et-Garonne    |
| Alain Paul Bonnet      |  | PSRG        | Dordogne           |
| Christian Bonnet       |  | RI          | Morbihan           |
| André Bord             |  | UDR         | Bas-Rhin           |
| Gérard Bordu           |  | PCF         | Seine-et-Marne     |
| Michel Boscher         |  | a. UDR      | Essonne            |
| Roland Boudet          |  | RDS         | Orne               |
| Paul Boudon            |  | Non-Inscrit | Maine-et-Loire     |
| Arsène Boulay          |  | PSRG        | Puy-de-Dôme        |
| Robert Boulin          |  | UDR         | Gironde            |
| André Boulloche        |  | PSRG        | Doubs              |
| Pierre Bourdellès      |  | UC          | Côtes-du-Nord      |
| Georges Bourgeois      |  | UDR         | Haut-Rhin          |
| Yvon Bourges           |  | UDR         | Ille-et-Vilaine    |
| Pierre Bourson         |  | RI          | Yvelines           |
| Loïc Bouvard           |  | RDS         | Morbihan           |
| Jean Boyer             |  | RI          | Isère              |
| Jean-Guy Branger       |  | Non Inscrit | Charente-Maritime  |
| Benjamin Brial         |  | UDR         | Wallis et Futuna   |
| Jean Briane            |  | RDS         | Aveyron            |
| Jean Brocard           |  | RI          | Haute-Savoie       |
| Albert Brochard        |  | RDS         | Deux-Sèvres        |
| Jean de Broglie        |  | RI          | Eure               |
| André Brugerolle       |  | UC          | Charente-Maritime  |
| Maurice Brugnon        |  | PSRG        | Aisne              |
| Maurice Brun           |  | Non Inscrit | Allier             |
| Jean-Claude Burckel    |  | UDR         | Bas-Rhin           |
| Henri-François Buot    |  | UDR         | Calvados           |
| Pierre Buron           |  | a.UDR       | Mayenne            |
| Georges Bustin         |  | PCF         | Nord               |

## C
| Nom                       |  | Groupe      | Circonscription       |
| ------------------------- |  | ----------- | --------------------- |
| Antoine Caill             |  | UDR         | Finistère             |
| Paul Caillaud             |  | RI          | Vendée                |
| René Caille               |  | UDR         | Rhône                 |
| Henry Canacos             |  | PCF         | Val-d'Oise            |
| Robert Capdeville         |  | PSRG        | Aude                  |
| Édouard Carlier           |  | PCF         | Pas-de-Calais         |
| Jean-Marie Caro           |  | RDS         | Bas-Rhin              |
| Georges Carpentier        |  | PSRG        | Loire-Atlantique      |
| Michel Carrier            |  | RI          | Ain                   |
| Maurice Cattin-Bazin      |  | RI          | Isère                 |
| Franck Cazenave           |  | RI          | Gironde               |
| Paul Cermolacce           |  | PCF         | Bouches-du-Rhône      |
| Marcel Cerneau            |  | UC          | La Réunion            |
| Aimé Césaire              |  | Non inscrit | Martinique            |
| Jacques Chaban-Delmas     |  | UDR         | Gironde               |
| Albin Chalandon           |  | UDR         | Hauts-de-Seine        |
| Jean Chamant              |  | RI          | Yonne                 |
| Jacques Chambaz           |  | PCF         | Paris                 |
| Jean Chambon              |  | UDR         | Pas-de-Calais         |
| André Chandernagor        |  | PSRG        | Creuse                |
| Jean Charbonnel           |  | UDR         | Corrèze               |
| Pierre Charles            |  | PSRG        | Côte d'Or             |
| Gérard Chasseguet         |  | UDR         | Sarthe                |
| Jacques Chaumont          |  | UDR         | Sarthe                |
| Christian Chauvel         |  | PSRG        | Loire-Atlantique      |
| Augustin Chauvet          |  | UDR         | Cantal                |
| André Chazalon            |  | Non Inscrit | Loire                 |
| Jean-Pierre Chevènement   |  | PSRG        | Territoire de Belfort |
| Roger Chinaud             |  | RI          | Paris                 |
| Jacques Chirac            |  | UDR         | Corrèze               |
| Jacqueline Chonavel       |  | PCF         | Seine-Saint-Denis     |
| Eugène Claudius-Petit     |  | UC          | Loire                 |
| Léonce Clérambeaux        |  | PSRG        | Nord                  |
| Michel Cointat            |  | UDR         | Ille-et-Vilaine       |
| Roger Combrisson          |  | PCF         | Essonne               |
| Joseph Comiti             |  | a. UDR      | Bouches-du-Rhône      |
| Michel Commelin           |  | UDR         | Oise                  |
| Jean-Marie Commenay       |  | UC          | Landes                |
| Hélène Constans           |  | PCF         | Haute-Vienne          |
| Pierre Cornet             |  | UC          | Ardèche               |
| Arthur Cornette           |  | PSRG        | Nord                  |
| Maurice Cornette          |  | UDR         | Nord                  |
| Bernard Cornut-Gentille   |  | Non Inscrit | Alpes-Maritimes       |
| Roger Corrèze             |  | a. UDR      | Loir-et-Cher          |
| Jean-Pierre Cot           |  | PSRG        | Savoie                |
| Pierre Couderc            |  | RI          | Lozère                |
| Jean Coumaros             |  | UDR         | Moselle               |
| Pierre-Bernard Cousté     |  | a.UDR       | Rhône                 |
| Maurice Couve de Murville |  | UDR         | Paris                 |
| Michel Crépeau            |  | PSRG        | Charente-Maritime     |
| Jacques Cressard          |  | UDR         | Ille-et-Vilaine       |

## D
| Nom                      |  | Groupe      | Circonscription    |
| ------------------------ |  | ----------- | ------------------ |
| Mohamed Dahalani         |  | a.UDR       | Comores            |
| Jean-Marie Daillet       |  | RDS         | Manche             |
| Daniel Dalbera           |  | PCF         | Paris              |
| Auguste Damette          |  | UDR         | Nord               |
| Louis Darinot            |  | PSRG        | Manche             |
| Henri Darras             |  | FGDS        | Pas-de-Calais      |
| Marcel Dassault          |  | UDR         | Oise               |
| Michel Debré             |  | UDR         | La Réunion         |
| Gaston Defferre          |  | PSRG        | Bouches-du-Rhône   |
| Jean Degraeve            |  | UDR         | Marne              |
| Arthur Dehaine           |  | UDR         | Oise               |
| Jean Delaneau            |  | UC          | Indre-et-Loire     |
| Georges Delatre          |  | UDR         | Seine-Maritime     |
| André Delehedde          |  | PSRG        | Pas-de-Calais      |
| André Delelis            |  | PSRG        | Pas-de-Calais      |
| Gérard Deliaune          |  | UDR         | Gironde            |
| Jacques Delong           |  | UDR         | Haute-Marne        |
| Claude Delorme           |  | PSRG        | Basses-Alpes       |
| Xavier Deniau            |  | a. UDR      | Loiret             |
| Bertrand Denis           |  | RI          | Mayenne            |
| Albert Denvers           |  | PSRG        | Nord               |
| César Depietri           |  | PCF         | Moselle            |
| Charles Deprez           |  | a. RI       | Hauts-de-Seine     |
| Jean Desanlis            |  | UC          | Loir-et-Cher       |
| Henri Deschamps          |  | PSRG        | Gironde            |
| André Desmulliez         |  | PSRG        | Nord               |
| Bernard Destremau        |  | RI          | Yvelines           |
| Marie-Madeleine Dienesch |  | a. UDR      | Côtes-du-Nord      |
| Paul Dijoud              |  | RI          | Hautes-Alpes       |
| Jacques Dominati         |  | RI          | Paris              |
| Georges Donnez           |  | RDS         | Nord               |
| Jacques Douzans          |  | a. PDM      | Haute-Garonne      |
| Maurice Dousset          |  | Non Inscrit | Eure-et-Loir       |
| Robert Drapier           |  | Non Inscrit | Meurthe-et-Moselle |
| Raymond Dronne           |  | a. RDS      | Sarthe             |
| Hubert Dubedout          |  | a.PSRG      | Isère              |
| Guy Ducoloné             |  | PCF         | Hauts-de-Seine     |
| Gérard Ducray            |  | RI          | Rhône              |
| Henri Duffaut            |  | PSRG        | Vaucluse           |
| Frédéric Dugoujon        |  | RDS         | Rhône              |
| Jacques Duhamel          |  | UC          | Jura               |
| Marcel Domon             |  | PSRG        | Doubs              |
| Dominique Dupilet        |  | PSRG        | Pas-de-Calais      |
| Fernand Dupuy            |  | PCF         | Val-de-Marne       |
| Paul Duraffour           |  | PSRG        | Saône-et-Loire     |
| Michel Durafour          |  | RDS         | Loire              |
| Émile Durand             |  | RI          | Gironde            |
| Jean Durieux             |  | RI          | Nord               |
| André Duroméa            |  | PCF         | Seine-Maritime     |
| Roger Duroure            |  | PSRG        | Landes             |
| Lucien Dutard            |  | PCF         | Dordogne           |
| Henri Duvillard          |  | UDR         | Loiret             |

## E
| Nom          |  | Groupe | Circonscription |
| ------------ |  | ------ | --------------- |
| Albert Ehm   |  | UDR    | Bas-Rhin        |
| Didier Eloy  |  | PCF    | Nord            |
| Louis Eyraud |  | PSRG   | Haute-Loire     |

## F
| Nom                     |  | Groupe      | Circonscription       |
| ----------------------- |  | ----------- | --------------------- |
| Robert Fabre            |  | PSRG        | Aveyron               |
| Jean Faget              |  | RDS         | Gers                  |
| Étienne Fajon           |  | PCF         | Seine-Saint-Denis     |
| Jean Falala             |  | UDR         | Marne                 |
| André Fanton            |  | UDR         | Paris                 |
| Edgar Faure             |  | a. UDR      | Doubs                 |
| Gilbert Faure           |  | PSRG        | Ariège                |
| Maurice Faure           |  | PSRG        | Lot                   |
| Jean Favre              |  | UDR         | Haute-Marne           |
| René Feït               |  | RI          | Jura                  |
| Léon Feix               |  | PCF         | Val-d'Oise            |
| Henri Ferretti          |  | UC          | Moselle               |
| Georges Fillioud        |  | PSRG        | Drôme                 |
| Henri Fiszbin           |  | PCF         | Paris                 |
| Bertrand Flornoy        |  | UDR         | Seine-et-Marne        |
| Jean Fontaine           |  | UDR         | La Réunion            |
| Joseph Fontanet         |  | UC          | Savoie                |
| Jean-Claude Fortuit     |  | UDR         | Essonne               |
| Roger Fossé             |  | UDR         | Seine-Maritime        |
| André Forens            |  | UC          | Vendée                |
| Raymond Forni           |  | PSRG        | Territoire de Belfort |
| Christian Fouchet       |  | Non Inscrit | Meurthe-et-Moselle    |
| Jacques Fouchier        |  | UC          | Deux-Sèvres           |
| Jean Foyer              |  | UDR         | Maine-et-Loire        |
| Joseph Franceschi       |  | PSRG        | Val-de-Marne          |
| Georges Frêche          |  | PSRG        | Hérault               |
| Édouard Frédéric-Dupont |  | RI          | Paris                 |
| Dominique Frelaut       |  | PCF         | Hauts-de-Seine        |
| Roger Frey              |  | UDR         | Paris                 |
| Anne-Marie Fritsch      |  | RDS         | Moselle               |

## G
| Nom                      |  | Groupe | Circonscription          |
| ------------------------ |  | ------ | ------------------------ |
| Jean Gabriac             |  | UDR    | Aveyron                  |
| Frédéric Gabriel         |  | UC     | Saint-Pierre-et-Miquelon |
| Étienne Gagnaire         |  | RDS    | Rhône                    |
| René Gaillard            |  | PSRG   | Deux-Sèvres              |
| Robert Galley            |  | a. UDR | Aube                     |
| Gilbert Gantier          |  | UC     | Paris                    |
| Edmond Garcin            |  | PCF    | Bouches-du-Rhône         |
| Henri de Gastines        |  | UDR    | Mayenne                  |
| Jacques-Antoine Gau      |  | PSRG   | Isère                    |
| Pierre Gaudin            |  | PSRG   | Var                      |
| Antoine Gayraud          |  | PSRG   | Aude                     |
| Maurice Georges          |  | UDR    | Seine-Maritime           |
| Claude Gerbet            |  | RI     | Eure-et-Loir             |
| Hubert Germain           |  | UDR    | Paris                    |
| Henri Ginoux             |  | a. RDS | Hauts-de-Seine           |
| Philippe Giovannini      |  | PCF    | Var                      |
| Gaston Girard            |  | a.UDR  | Loiret                   |
| Valéry Giscard d'Estaing |  | RI     | Puy-de-Dôme              |
| Antoine Gissinger        |  | UDR    | Haut-Rhin                |
| Pierre Godefroy          |  | a.UDR  | Manche                   |
| Gérard Godon             |  | UC     | Yvelines                 |
| Georges Gorse            |  | UDR    | Hauts-de-Seine           |
| Georges Gosnat           |  | PCF    | Val-de-Marne             |
| Roger Gouhier            |  | PCF    | Seine-Saint-Denis        |
| Daniel Goulet            |  | UDR    | Orne                     |
| Paul Granet              |  | UDR    | Aube                     |
| André Gravelle           |  | PSRG   | Aube                     |
| François Grussenmeyer    |  | UDR    | Bas-Rhin                 |
| Yves Guéna               |  | RI     | Dordogne                 |
| André Guerlin            |  | PSRG   | Hautes-Pyrénées          |
| Guy Guermeur             |  | UDR    | Finistère                |
| Olivier Guichard         |  | UDR    | Loire-Atlantique         |
| Henri Guillermin         |  | UDR    | Rhône                    |
| Raymond Guilliod         |  | UDR    | Guadeloupe               |

## H
| Nom                         |  | Groupe      | Circonscription  |
| --------------------------- |  | ----------- | ---------------- |
| Gérard Haesebroeck          |  | PSRG        | Nord             |
| Georges Hage                |  | PCF         | Nord             |
| Emmanuel Hamel              |  | RI          | Rhône            |
| Xavier Hamelin              |  | UDR         | Rhône            |
| François d'Harcourt         |  | UC          | Calvados         |
| Francis Hardy               |  | UDR         | Charente         |
| Justin Hausherr             |  | RDS         | Haut-Rhin        |
| Nicole de Hauteclocque      |  | UDR         | Paris            |
| Léopold Hélène              |  | UDR         | Guadeloupe       |
| Robert Hersant              |  | UC          | Oise             |
| Maurice Herzog              |  | UDR         | Haute-Savoie     |
| Marcel Hoffer               |  | UDR         | Vosges           |
| Marcel Houël                |  | PCF         | Rhône            |
| Gérard Houteer              |  | PSRG        | Haute-Garonne    |
| Roland Huguet               |  | PSRG        | Pas-de-Calais    |
| Xavier Hunault              |  | Non inscrit | Loire-Atlantique |
| Jacques Huyghues des Étages |  | PSRG        | Nièvre           |

## I
| Nom              |  | Groupe | Circonscription |
| ---------------- |  | ------ | --------------- |
| Hégésippe Ibéné  |  | a. PCF | Guadeloupe      |
| Fernand Icart    |  | RI     | Alpes-Maritimes |
| Paul Ihuel       |  | RDS    | Morbihan        |
| Michel Inchauspé |  | UDR    | Basses-Pyrénées |

## J
| Nom              |  | Groupe      | Circonscription   |
| ---------------- |  | ----------- | ----------------- |
| Michel Jacquet   |  | RI          | Loire             |
| Frédéric Jalton  |  | Non Inscrit | Guadeloupe        |
| Parfait Jans     |  | PCF         | Hauts-de-Seine    |
| Jean Jarosz      |  | PCF         | Nord              |
| André Jarrot     |  | UDR         | Saône-et-Loire    |
| Raoul Jarry      |  | PSRG        | Dordogne          |
| Louis Joanne     |  | RI          | Charente-Maritime |
| Charles Josselin |  | PSRG        | Côtes-du-Nord     |
| Henri Jouffroy   |  | UC          | Jura              |
| Émile Jourdan    |  | PCF         | Gard              |
| Louis Joxe       |  | UDR         | Rhône             |
| Pierre Joxe      |  | PSRG        | Saône-et-Loire    |
| Didier Julia     |  | UDR         | Seine-et-Marne    |
| Pierre Juquin    |  | PCF         | Essonne           |

## K
| Nom                  |  | Groupe | Circonscription |
| -------------------- |  | ------ | --------------- |
| Maxime Kalinsky      |  | PCF    | Val-de-Marne    |
| Gabriel Kaspereit    |  | UDR    | Paris           |
| Pierre Kédinger      |  | UDR    | Moselle         |
| Jean Kiffer          |  | RDS    | Moselle         |
| Pierre-Charles Krieg |  | UDR    | Paris           |

## L
| Nom                     |  | Groupe      | Circonscription      |
| ----------------------- |  | ----------- | -------------------- |
| André Labarrère         |  | PSRG        | Pyrénées-Atlantiques |
| Claude Labbé            |  | UDR         | Hauts-de-Seine       |
| Jean Laborde            |  | PSRG        | Gers                 |
| Henri Lacagne           |  | UDR         | Saône-et-Loire       |
| Jean Lacombe            |  | PCF         | Hauts-de-Seine       |
| René la Combe           |  | UDR         | Maine-et-Loire       |
| Bernard Lafay           |  | a. UDR      | Paris                |
| Bernard Lafont          |  | UDR         | Var                  |
| Pierre Lagorce          |  | PSRG        | Gironde              |
| René Lamps              |  | PCF         | Somme                |
| Tony Larue              |  | PSRG        | Seine-Maritime       |
| Jean Lassère            |  | PSRG        | Haute-Garonne        |
| Hervé Laudrin           |  | UDR         | Morbihan             |
| André Laurent           |  | PSRG        | Nord                 |
| Paul Laurent            |  | PCF         | Paris                |
| Marc Lauriol            |  | UDR         | Yvelines             |
| Christian Laurissergues |  | PSRG        | Lot-et-Garonne       |
| Henri Lavielle          |  | PSRG        | Landes               |
| Georges Lazzarino       |  | PCF         | Bouches-du-Rhône     |
| André Lebon             |  | PSRG        | Ardennes             |
| Yves Le Cabellec        |  | UC          | Morbihan             |
| Jean Lecanuet           |  | RDS         | Seine-Maritime       |
| Jean-Philippe Lecat     |  | UDR         | Côte d'Or            |
| François Le Douarec     |  | UDR         | Ille-et-Vilaine      |
| Francis Leenhardt       |  | PSRG        | Vaucluse             |
| Yves Le Foll            |  | Non Inscrit | Côtes-du-Nord        |
| Jacques Legendre        |  | UDR         | Nord                 |
| Maurice Legendre        |  | PSRG        | Eure-et-Loir         |
| Joseph Legrand          |  | PCF         | Pas-de-Calais        |
| Max Lejeune             |  | a. RDS      | Somme                |
| Pierre Lelong           |  | UDR         | Finistère            |
| Maurice Lemaire         |  | UDR         | Vosges               |
| Daniel Le Meur          |  | PCF         | Aisne                |
| Marcel Lemoine          |  | PCF         | Indre                |
| Pierre Lepage           |  | UDR         | Indre-et-Loire       |
| Louis Le Pensec         |  | PSRG        | Finistère            |
| Arnaud Lepercq          |  | UDR         | Vienne               |
| Roland Leroy            |  | PCF         | Seine-Maritime       |
| Louis Le Sénéchal       |  | PSRG        | Pas-de-Calais        |
| Joël Le Tac             |  | UDR         | Paris                |
| Joël Le Theule          |  | UDR         | Sarthe               |
| Waldeck L'Huillier      |  | PCF         | Hauts-de-Seine       |
| Maurice Ligot           |  | UC          | Maine-et-Loire       |
| Jacques Limouzy         |  | UDR         | Tarn                 |
| Albert Liogier          |  | UDR         | Ardèche              |
| Jean de Lipkowski       |  | UDR         | Charente-Maritime    |
| Louis Longequeue        |  | PSRG        | Haute-Vienne         |
| Charles-Émile Loo       |  | PSRG        | Bouches-du-Rhône     |
| Henri Lucas             |  | PCF         | Pas-de-Calais        |

## M
| Nom                             |  | Groupe | Circonscription      |
| ------------------------------- |  | ------ | -------------------- |
| Benoît Macquet                  |  | UDR    | Loire-Atlantique     |
| Philippe Madrelle               |  | PSRG   | Gironde              |
| Louis Maisonnat                 |  | PCF    | Isère                |
| Philippe Malaud                 |  | RI     | Saône-et-Loire       |
| Christian de La Malène          |  | UDR    | Paris                |
| Raymond Marcellin               |  | RI     | Morbihan             |
| Georges Marchais                |  | PCF    | Val-de-Marne         |
| Claude-Gérard Marcus            |  | UDR    | Paris                |
| Jacques Marette                 |  | UDR    | Paris                |
| Bernard Marie                   |  | UDR    | Pyrénées-Atlantiques |
| André Martin                    |  | RDS    | Seine-Maritime       |
| Maurice Masquère                |  | PSRG   | Haute-Garonne        |
| Jean Masse                      |  | PSRG   | Bouches-du-Rhône     |
| Marcel Massot                   |  | PSRG   | Basses-Alpes         |
| Jean-Louis Massoubre            |  | UDR    | Somme                |
| Gilbert Mathieu                 |  | a. RI  | Côte d'Or            |
| Albert Maton                    |  | PCF    | Nord                 |
| Pierre Mauger                   |  | UDR    | Vendée               |
| Joseph-Henri Maujoüan du Gasset |  | RI     | Loire-Atlantique     |
| Pierre Mauroy                   |  | PSRG   | Nord                 |
| Alain Mayoud                    |  | a. RI  | Rhône                |
| Pierre Mazeaud                  |  | UDR    | Hauts-de-Seine       |
| Jacques Médecin                 |  | RDS    | Alpes-Maritimes      |
| Pierre Méhaignerie              |  | UC     | Ille-et-Vilaine      |
| Louis Mermaz                    |  | PSRG   | Isère                |
| Georges Mesmin                  |  | RDS    | Paris                |
| Pierre Messmer                  |  | UDR    | Moselle              |
| Lucien Meunier                  |  | a. UDR | Ardennes             |
| Louis Mexandeau                 |  | PSRG   | Calvados             |
| Claude Michel                   |  | PSRG   | Eure                 |
| Henri Michel                    |  | PSRG   | Drôme                |
| Yves Michel                     |  | UDR    | Finistère            |
| Gilbert Millet                  |  | PCF    | Gard                 |
| André Mirtin                    |  | UDR    | Landes               |
| François Missoffe               |  | UDR    | Paris                |
| Hélène Missoffe                 |  | UDR    | Paris                |
| François Mitterrand             |  | PSRG   | Nièvre               |
| Ahmed Mohamed                   |  | a.UDR  | Comores              |
| Guy Mollet                      |  | PSRG   | Pas-de-Calais        |
| Robert Montdargent              |  | PCF    | Val-d'Oise           |
| Pierre Monfrais                 |  | RI     | Eure                 |
| Rémy Montagne                   |  | RDS    | Eure                 |
| Pierre de Montesquiou           |  | a. RDS | Gers                 |
| Pierre Montredon                |  | UDR    | Aveyron              |
| Gisèle Moreau                   |  | PCF    | Paris                |
| Jean-Paul Mourot                |  | UDR    | Indre                |
| Émile Muller                    |  | RDS    | Haut-Rhin            |

## N
| Nom              |  | Groupe | Circonscription   |
| ---------------- |  | ------ | ----------------- |
| Jean Narquin     |  | UDR    | Maine-et-Loire    |
| Charles Naveau   |  | PSRG   | Nord              |
| Edmond Nessler   |  | UDR    | Oise              |
| Lucien Neuwirth  |  | UDR    | Loire             |
| Maurice Nilès    |  | PCF    | Seine-Saint-Denis |
| Pierre Noal      |  | UDR    | Orne              |
| Arthur Notebart  |  | PSRG   | Nord              |
| Roland Nungesser |  | UDR    | Val-de-Marne      |

## O
| Nom                |  | Groupe | Circonscription                            |
| ------------------ |  | ------ | ------------------------------------------ |
| Louis Odru         |  | PCF    | Seine-Saint-Denis                          |
| Raymond Offroy     |  | UDR    | Seine-Maritime                             |
| Édouard Ollivro    |  | UC     | Côtes-du-Nord                              |
| Omar Farah Iltireh |  | UDR    | Territoire français des Afars et des Issas |
| Michel d'Ornano    |  | RI     | Calvados                                   |

## P
| Nom                   |  | Groupe | Circonscription    |
| --------------------- |  | ------ | ------------------ |
| Jean-Paul Palewski    |  | UDR    | Yvelines           |
| Maurice Papon         |  | UDR    | Cher               |
| Aimé Paquet           |  | RI     | Isère              |
| Roger Partrat         |  | UC     | Loire              |
| Jean Pascal           |  | UDR    | Morbihan           |
| Achille Peretti       |  | UDR    | Hauts-de-Seine     |
| Gabriel Péronnet      |  | FGDS   | Allier             |
| Camille Petit         |  | UDR    | Martinique         |
| Alain Peyrefitte      |  | UDR    | Seine-et-Marne     |
| Claude Peyret         |  | UDR    | Vienne             |
| Louis Philibert       |  | PSRG   | Bouches-du-Rhône   |
| Georges Pianta        |  | RI     | Haute-Savoie       |
| André Picquot         |  | RI     | Meurthe-et-Moselle |
| Roch Pidjot           |  | RDS    | Nouvelle-Calédonie |
| Lucien Pignion        |  | PSRG   | Pas-de-Calais      |
| Louis Pimont          |  | PSRG   | Dordogne           |
| Jacques Piot          |  | UDR    | Yonne              |
| Joseph Planeix        |  | PSRG   | Puy-de-Dôme        |
| Maurice Plantier      |  | UDR    | Basses-Pyrénées    |
| René Pleven           |  | PDM    | Côtes-du-Nord      |
| Suzanne Ploux         |  | UDR    | Finistère          |
| Christian Poncelet    |  | UDR    | Vosges             |
| Michel Poniatowski    |  | RI     | Val-d'Oise         |
| Bernard Pons          |  | UDR    | Lot                |
| Jean Poperen          |  | PSRG   | Rhône              |
| Vincent Porelli       |  | PCF    | Bouches-du-Rhône   |
| Pascal Posado         |  | PCF    | Bouches-du-Rhône   |
| Robert Poujade        |  | UDR    | Côte-d'Or          |
| Gabriel de Poulpiquet |  | UDR    | Finistère          |
| André Poutissou       |  | PSRG   | Rhône              |
| Pierre Pranchère      |  | PCF    | Corrèze            |
| Jean de Préaumont     |  | UD-Ve  | Paris              |

## Q
| Nom           |  | Groupe | Circonscription |
| ------------- |  | ------ | --------------- |
| René Quentier |  | UDR    | Oise            |

## R
| Nom                      |  | Groupe      | Circonscription   |
| ------------------------ |  | ----------- | ----------------- |
| René Radius              |  | UDR         | Bas-Rhin          |
| Jack Ralite              |  | PCF         | Seine-Saint-Denis |
| Alex Raymond             |  | PSRG        | Haute-Garonne     |
| Pierre Raynal            |  | UDR         | Cantal            |
| Pierre Régis             |  | UDR         | Yvelines          |
| Roland Renard            |  | PCF         | Aisne             |
| Isidore Renouard         |  | RI          | Ille-et-Vilaine   |
| Raymond Réthoré          |  | a.UDR       | Charente          |
| Roger Ribadeau-Dumas     |  | UDR         | Drôme             |
| Pierre Ribes             |  | UDR         | Yvelines          |
| René Ribière             |  | UDR         | Val-d'Oise        |
| Lucien Richard           |  | a. UDR      | Loire-Atlantique  |
| René Rieubon             |  | PCF         | Bouches-du-Rhône  |
| Marcel Rigout            |  | PCF         | Haute-Vienne      |
| Paul Rivière             |  | UDR         | Loire             |
| Hector Riviérez          |  | UDR         | Guyane            |
| Jean-Paul de Rocca Serra |  | UDR         | Corse             |
| Émile Roger              |  | PCF         | Nord              |
| Hector Rolland           |  | UDR         | Allier            |
| André Rossi              |  | RDS         | Aisne             |
| Roger Roucaute           |  | PCF         | Gard              |
| Claude Roux              |  | UDR         | Paris             |
| Jean Royer               |  | Non inscrit | Indre-et-Loire    |
| Antoine Rufenacht        |  | UDR         | Seine-Maritime    |
| Hubert Ruffe             |  | PCF         | Lot-et-Garonne    |

## S
| Nom                           |  | Groupe | Circonscription     |
| ----------------------------- |  | ------ | ------------------- |
| Victor Sablé                  |  | a. RI  | Martinique          |
| André Saint-Paul              |  | PSRG   | Ariège              |
| Michel Sainte-Marie           |  | PSRG   | Gironde             |
| Louis Sallé                   |  | UDR    | Loiret              |
| Francis Sanford               |  | RDS    | Polynésie française |
| Pierre Sauvaigo               |  | a. UDR | Alpes-Maritimes     |
| Fernand Sauzedde              |  | PSRG   | Puy-de-Dôme         |
| Alain Savary                  |  | PSRG   | Haute-Garonne       |
| Édouard Schloesing            |  | RDS    | Lot-et-Garonne      |
| Maurice Schnebelen            |  | RI     | Moselle             |
| Julien Schvartz               |  | UDR    | Moselle             |
| Gilbert Schwartz              |  | PCF    | Meurthe-et-Moselle  |
| Norbert Ségard                |  | a. UDR | Nord                |
| Jean Seitlinger               |  | UC     | Moselle             |
| Gilbert Sénès                 |  | PSRG   | Hérault             |
| Jean-Jacques Servan-Schreiber |  | RDS    | Meurthe-et-Moselle  |
| Édouard Simon                 |  | RI     | Ille-et-Vilaine     |
| Jean-Claude Simon             |  | RI     | Haute-Loire         |
| Aymeric Simon-Lorière         |  | UDR    | Var                 |
| Jean-Pierre Soisson           |  | RI     | Yonne               |
| Jacques Sourdille             |  | UDR    | Ardennes            |
| Jacques Soustelle             |  | RI     | Rhône               |
| Georges Spénale               |  | PSRG   | Tarn                |
| Germain Sprauer               |  | UDR    | Bas-Rhin            |
| Bernard Stasi                 |  | UC     | Marne               |
| Paul Stehlin                  |  | RDS    | Paris               |
| Olivier Stirn                 |  | UDR    | Calvados            |
| Pierre Sudreau                |  | UC     | Loir-et-Cher        |

## T
| Nom                        |  | Groupe | Circonscription     |
| -------------------------- |  | ------ | ------------------- |
| Jean Taittinger            |  | UDR    | Marne               |
| Alain Terrenoire           |  | UDR    | Loire               |
| Jacqueline Thome-Patenôtre |  | PSRG   | Yvelines            |
| Jean Tiberi                |  | UDR    | Paris               |
| Maurice Tissandier         |  | RI     | Indre               |
| René Tomasini              |  | UDR    | Eure                |
| Henri Torre                |  | UDR    | Ardèche             |
| André Tourné               |  | PCF    | Pyrénées-Orientales |

## V
| Nom                   |  | Groupe | Circonscription   |
| --------------------- |  | ------ | ----------------- |
| Edmond Vacant         |  | PSRG   | Puy-de-Dôme       |
| Raymond Valenet       |  | UDR    | Seine-Saint-Denis |
| Jean Valleix          |  | UDR    | Gironde           |
| Francis Vals          |  | PSRG   | Aude              |
| Antonin Ver           |  | PSRG   | Tarn-et-Garonne   |
| Guy de La Verpillière |  | RI     | Ain               |
| Pierre Vertadier      |  | a.UDR  | Vienne            |
| Lucien Villa          |  | PCF    | Paris             |
| Pierre Villon         |  | PCF    | Allier            |
| Pierre Vitter         |  | RI     | Haute-Saône       |
| Alain Vivien          |  | PSRG   | Seine-et-Marne    |
| Robert-André Vivien   |  | UDR    | Val-de-Marne      |
| Robert Vizet          |  | PCF    | Essonne           |
| Albert Voilquin       |  | RI     | Vosges            |
| André-Georges Voisin  |  | a. UDR | Indre-et-Loire    |

## W
| Nom               |  | Groupe | Circonscription    |
| ----------------- |  | ------ | ------------------ |
| Robert Wagner     |  | UDR    | Yvelines           |
| Claude Weber      |  | PCF    | Val-d'Oise         |
| Pierre Weber      |  | a.RI   | Meurthe-et-Moselle |
| Jacques Weinman   |  | UDR    | Doubs              |
| Pierre Weisenhorn |  | UDR    | Haut-Rhin          |

## Z
| Nom             |  | Groupe | Circonscription |
| --------------- |  | ------ | --------------- |
| Adrien Zeller   |  | RDS    | Bas-Rhin        |
| Jean Zuccarelli |  | PSRG   | Corse           |